# Равлик великий жовтуватий
Равлик великий жовтуватий (Helix lutescens Rossmässler, 1837) — наземний молюск класу Черевоногі (Gastropoda) підкласу легеневих (Pulmonata), родини справжніх равликів (Helicidae).

## Опис черепашки
У дорослих особин висота черепашки коливається переважно в діапазоні від 23 до 34 мм, а її ширина (діаметр) — від 24 до 34 мм. Має близько 4 обертів. Черепашка кулясто-дзиґоподібна. Сильно відгорнутий колумелярний край устя повністю закриває пупок або залишає вузьку щілину. Поверхнева скульптура складається з помірно виражених радіальних зморшок та спіральних ліній. Черепашка білувата або жовтувато-біла, біля устя часом коричнювата; найчастіше без темних спіральних смуг або лише з їх слідами. Проте в окремих популяціях може бути присутня значна частка молюсків з чітко вираженими темними смугами на черепашці.

## Розповсюдження
Розповсюджений у басейнах Дунаю та Дністра. В Україні трапляється на Подільській височині та прилеглих до неї рівнинних, рідше — передгірних або гірських територіях. На сході досягає Вінницької та Житомирської областей, на півдні — Одеської області. Відсутній у Закарпатській області.

## Екологія
Степовий вид, заселяє відносно сухі та теплі біотопи: сухі луки, чагарники, узлісся тощо.